# Assassin's Creed: Renaissance
'Assassin's Creed: Renaissance es una novela basada en el videojuego de 2009 Assassin's Creed II, aunque está enteramente ambientada en la Italia del siglo XV y, a diferencia del juego, no tiene mención de sucesos de la actualidad. La novela fue publicada en el Reino Unido el 26 de noviembre de 2009, seis días después de la publicación de Assassin's Creed II, y en Estados Unidos salió a la venta el 23 de febrero de 2010, mientras que en España, salió el 14 de septiembre de 2010.

## Resumen del editor
«Buscaré la venganza contra aquellos que traicionaron a mi familia. Soy Ezio Auditore da Firenze. Soy un asesino…» 
Traicionado por las familias que gobiernan Florencia, Venecia y Roma en la Italia del Renacimiento, el joven Ezio Auditore se embarca en una épica lucha por erradicar la corrupción y restaurar el honor de su familia. Para ello deberá aprender el arte de la muerte.
En su camino de venganza y lucha se encontrará lo que nunca imaginó.
Para sus aliados, Ezio se convertirá en la fuerza que les guiará en  la libertad y la justicia. Para sus enemigos, en una amenaza consagrada a la destrucción de los tiranos que abusan del pueblo.
Una historia épica de poder y venganza en la que la verdad se escribirá con sangre.

## Diferencias con el videojuego
- En la pelea contra Vieri, en el videojuego cuando aparece Federico aún le quedan a Ezio muchas personas a su lado, en el libro Ezio se encuentra rodeado por los hombres de Vieri y sin aliados
- Mientras en el juego Ezio se queda unas horas con Paola, en el libro él permanece con ella 3 días.
- En el juego la familia de Ezio es ahorcada a la vez, pero en el libro matan primero a Petruccio, luego a Federico y en último lugar a Giovanni.
- Cuando Ezio mata a Uberto Alberti, en el juego lo mata con varias puñaladas en el corazón, pero en el libro lo mata rajandole el cuello con la hoja oculta.
- Aunque no sea vital para la historia Minerva no menciona a Desmond en su discurso.

## Curiosidades
- En cuanto Ezio va por Leonardo, este aclara que es vegetariano, para no matar animales.
- Cuando Ezio va al cuarto oculto de Giovanni, este aclara que las paredes y el decorado se parecen al estudio de su padre en Masyaf, pero esto no es posible porque ACR Masyaf está lleno de templarios.